# Zlatko Celent
Zlatko Celent, född den 20 juli 1952 i Split i Kroatien, död 25 februari 1992 i Pag i Kroatien, var en jugoslavisk roddare.
Han tog OS-brons i tvåa med styrman i samband med de olympiska roddtävlingarna 1980 i Moskva.